# Orendel von Gemmingen

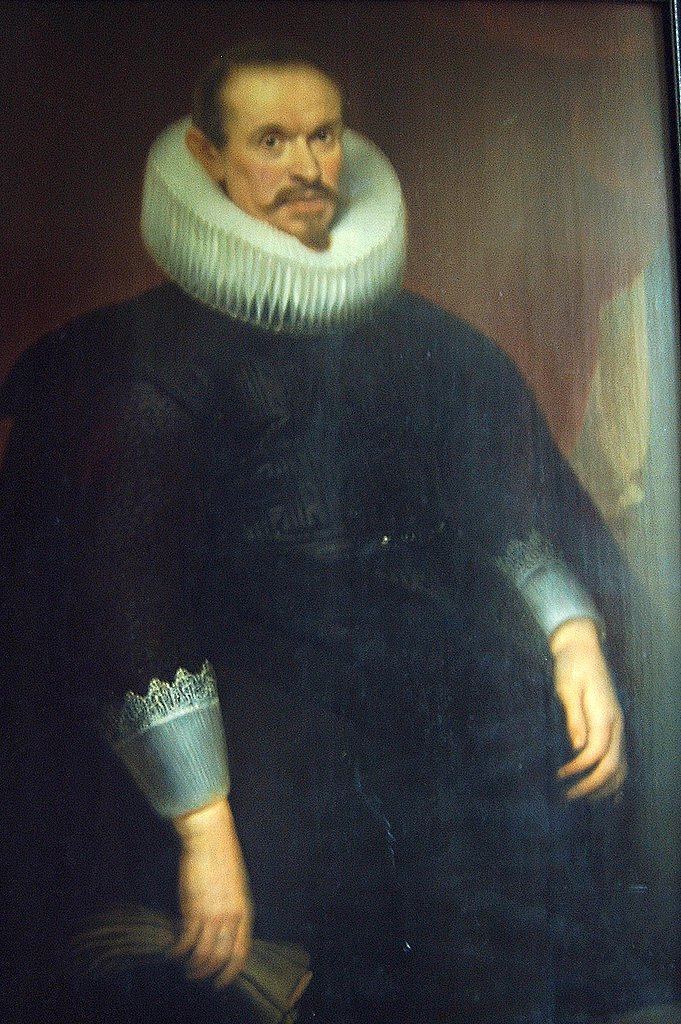
Orendel von Gemmingen

Orendel von Gemmingen (* am Freitag vor Ostern 1464; † 8. September 1520 in Michelfeld) war Grundherr in Michelfeld sowie kurpfälzischer Rat und Vicedom zu Germersheim.

## Leben
Er war entstammte der Linie Michelfeld der Herren von Gemmingen und war ein Sohn des Germersheimer Vogts Keckhans von Gemmingen (1431–1487) und der Brigitta von Neuenstein. Der Vater hat Orendel als Stammfolger ausgewählt und für alle seine Geschwister, darunter die Brüder Uriel, Georg und Erpho sowie die Schwester Els den geistlichen Stand vorgesehen.
Wie sein Vater trat Orendel in Dienste der Kurpfalz. 1486 zog er mit Kurfürst Philipp vor Geroldseck. 1488 zählte er zu den Ganerben, die Baumaßnahmen am Schloss Trachenfels vornahmen. 1493 wurde er Vogt im pfälzischen Oberamt Germersheim. 1499 berief ihn der Kurfürst mit dem Titel eines kurpfälzischen Kammermeisters zu seinem leitenden Finanzbeamten. 1501 gehörte er zur Gesandtschaft der Reichsritterschaft, die mit dem römisch-deutschen König Maximilian I. wegen des Gemeinen Pfennigs verhandelte.
1504 empfing er vom Speyrer Bischof Ludwig von Helmstatt das vordere Hofhaus in Gemmingen als Lehen, das zuvor sein Onkel Eberhard († 1501) und davor Vater Hans gehabt hatte. Gleichzeitig trug Orendel halb Ingenheim dem Bischof zu Lehen auf und wurde damit 1505 belehnt. Gleichzeitig erhielt er die Güter und Rechte in Michelfeld, zu Dachenfeld und Billigheim. Orendel bemühte sich, durch Kauf und Tausch in den alleinigen Besitz von Michelfeld zu kommen, was ihm durch Verträge mit dem Bischof von Speyer, dem Grafen von Oettingen, dem Pfalzgrafen in Heidelberg und den Vettern in Gemmingen schließlich gelang.
Von Pfalzgraf Philipp dem Aufrichtigen erwarb Orendel 1506 die Stadt Sinsheim auf Wiederkauf. Der Wiederkauf erfolgte bis spätestens 1524.
Sein Bruder Uriel – inzwischen Erzbischof im Erzbistum Mainz – bestellte ihn 1509 zum Oberamtmann der Mainzer Ämter Miltenberg, Bischofsheim, Külsheim, Buchen und Königshofen.
Er starb 1520 in Michelfeld.

## Familie
Orendel von Gemmingen war in erster Ehe mit Katharina von Sickingen verheiratet, der Schwester Franz von Sickingens. Die Hochzeit fand 1491 auf der Ebernburg statt, dem neuen Stammsitz der Herren von Sickingen in der linksrheinischen Pfalz. Katharina starb zwei Jahre später, wenige Wochen nach der Geburt ihres einzigen Sohnes Weirich (1493–1548), und wurde in Germersheim begraben. Orendels zweite, 1498 in Heidelberg geschlossene Ehe mit Katharina von Gumpenberg blieb kinderlos.